# Voimhaut
Voimhaut je francouzská obec v departementu Moselle v regionu Grand Est. Žije zde 252 obyvatel.

## Geografie

### Sousední obce
| Růžice kompasu |            | Chanville |             | Růžice kompasu |
| Růžice kompasu | Ancerville | Sever     | Vittoncourt | Růžice kompasu |
| Růžice kompasu | Ancerville | Voimhaut  | Vittoncourt | Růžice kompasu |
| Růžice kompasu | Ancerville | Jih       | Vittoncourt | Růžice kompasu |
| Růžice kompasu | Rémilly    |           |             | Růžice kompasu |